# 福井県看護協会

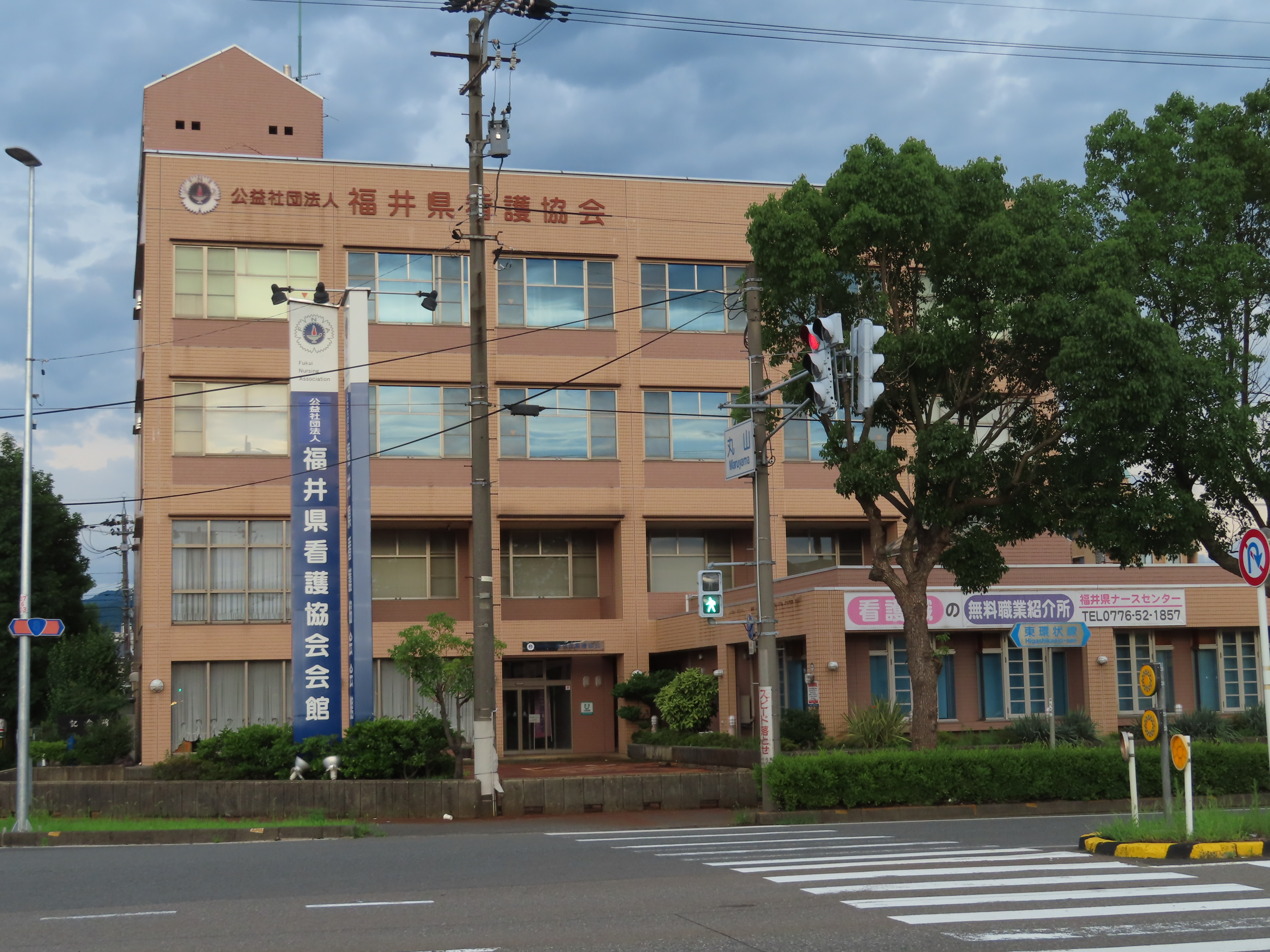
本部（2022年7月）

公益社団法人福井県看護協会（こうえきしゃだんほうじんふくいけんかんごきょうかい、英称：Fukui Nursing Association）は、福井県知事所管の福井県の看護師を会員とする公益社団法人。

## 本部所在地
福井県看護研修センター：〒918-8206 福井県福井市北四ツ居町601